# Cúrling als Jocs Olímpics d'hivern de 2002
Als Jocs Olímpics d'Hivern de 2002 celebrats a la ciutat de Salt Lake City (Estats Units) es disputaren dues proves de curling, una en categoria masculina i una altra en categoria femenina.
La competició se celebrà entre els dies 11 i 22 de febrer de 2002 a les instal·lacions del Ice Sheet Ogden de la ciutat d'Ogden (Utah). Hi participaren un total de 96 jugdors, entre ells 49 homes i 47 dones, de 12 comitès nacionals diferents.

## Resum de medalles
| Prova           | Or                                                                                             | Argent                                                                                  | Bronze                                                                                            |
| Prova masculina | Noruega Pål Trulsen · Lars Vågberg · Flemming Davanger · Bent Ånund Ramsfjell · Torger Nergård | Canadà Kevin Martin · Don Walchuk · Carter Rycroft · Don Bartlett · Ken Tralnberg       | Suïssa Andreas Schwaller · Christof Schwaller · Markus Eggler · Damian Grichting · Marco Ramstein |
| Prova femenina  | Regne Unit Rhona Martin · Deborah Knox · Fiona MacDonald · Janice Rankin · Margaret Morton     | Suïssa Luzia Ebnöther · Mirjam Ott · Tanya Frei · Laurence Bidaud · Nadia Röthlisberger | Canadà Kelley Law · Julie Skinner · Georgina Wheatcroft · Diane Nelson · Cheryl Noble             |

## Medaller
| Posició | País       | Or | Argent | Bronze | Total |
| 1       | Noruega    | 1  | 0      | 0      | 1     |
| 1       | Regne Unit | 1  | 0      | 0      | 1     |
| 3       | Canadà     | 0  | 1      | 1      | 2     |
| 3       | Suïssa     | 0  | 1      | 1      | 2     |
|         |            |    |        |        |       |
| Total   | Total      | 2  | 2      | 2      | 6     |